# 電磁放射線
電磁放射線（でんじほうしゃせん、英語: Electromagnetic radiation）とは、放射線のうち電磁波であるものをいい、一般に、赤外線、可視光線、紫外線、エックス線（X線）、ガンマ線（γ線）をさす。エックス線とガンマ線との違いは基本的にはエネルギーではなく、発生の仕方によって分けられる。ガンマ線は原子核内のエネルギー準位の遷移、エックス線は軌道原子の遷移を起源とするものである。波長だけに注目しエックス線よりも波長の短いもの（およそ10pm）をガンマ線とすることもある。